# Grundschule Am Sternenfeld
Die Grundschule Am Sternenfeld 155 steht im Stadtteil Giesenkirchen der Stadt Mönchengladbach, Nordrhein-Westfalen. Sie wurde 1867/68 erbaut sowie 1897 und 1912 erweitert.
Der zweigeschossige, traufenständig unmittelbar an die Straße herangerückter Backsteinbau von elf Achsen im Kernbau auf niedrigem Kellersockel mit Satteldach steht im Wohngebiet Giesenkirchen-Meerkamp.
Nach Süden um vier Achsen verlängert, nach Norden durch einen giebelständig anschließenden Seitenflügel erweitert. Der Kernbau über vorspringendem Sockel durch Ecklisenen bzw. einen Konsolfried unter der Traufe gegliedert, Stichbogenfenster mit in Betonwerkstein erneuerten Sohlbänken, dreiachsiger flach übergiebelter Mittelrisalit, ebenfalls durch Lisenen ausgeschieden und durch einen zusätzlichen Konsolfries, einen Giebelokulus und ein Werksteinkreuz akzentuiert (Ortgangverkleidung aus Asbestzementschiefer). Beidseitig des Risalits Eingangstüren mit gestuftem, innenliegend als Werksteinrahmung ausgebildetem Gewände und Differenzstufen (rechts erneuert).
Die Rückfront zum Schulhof durch zwei in Achse der Treppenhäuser vorspringende Risalite mit veränderten Türöffnungen jeweils gedrittelt, vorgelegt eine Pausenhalle in moderner Stahlkonstruktion. In den Klassenräumen des Erdgeschosses gusseiserne Stützsäulen. Der Verlängerungsbau nach Süden mit gleicher Traufhöhe und angeglichenem Gliederungssystem, jedoch größerer Bautiefe und engerer Reihung der Fensterachsen. Unter der Traufe ein zusätzlicher Zahnfries. Asymmetrisch befensterter Giebel mit getreppter Ortgangblende, rückseitig anschließend flachgedeckter eingeschossiger Toilettenanbau der 1950er Jahre, als schmale Vorhalle auch auf die Giebelseite übergreifend.
Der Erweiterungsbau nach Norden ebenfalls satteldachgedeckt und backsteinverblendet, Fenster jedoch scheitgerecht überdeckt und zwischen ausgesparten Lisenen in vertikalen Putzwandbahnen zusammengefasst. vierachsig gegliederte Giebelfront mit kleinformatigen Giebelfenstern.
Die Seitenfront durch einen in Achse des Treppenhauses aufgesetzten Zwerchgiebel asymmetrisch markiert, der schmalere linksseitige Fassadenabschnitt unbefenstert, rechts vier Fensterachsen. Unter den halbgeschossweise versetzten Treppenhausfenstern ursprünglich ein heute vermauerter Seiteneingang mit kleinem Vorbau, zwei Schleppgauben. Unbefensterter Rückgiebel mit asymmetrischem Fassadenvorsprung, hofseitig zwei Fensterachsen bzw. Türöffnung. Kunststofffenster, jedoch in Reproduktion der originalen, am Erweiterungsbau von 1912 modifiziert gestalteten Sprossenteilung.
Das Haus ist unter Nr. A 013 am 24. September 1985 in die Denkmalliste der Stadt Mönchengladbach eingetragen worden.